# Tafelhouding
De Tafelhouding is een veelvoorkomende houding of asana.
De naam in het Sanskriet die vaak onterecht aan de Tafel wordt gegeven is Svanasana, dat Hondhouding betekent. De correcte naam is Goasana. Beide houdingen verschillen echter van elkaar en worden op andere momenten ingezet.
Een andere tafelhouding is de Tafel met vier Poten (Katushpada Pitham) die andersom, met de rug naar de grond gekeerd en met beide handen en voeten op de grond, wordt uitgevoerd.
| Sanskriet       | vertaling                   |
| bharman, pitham | tafel                       |
| svana           | hond                        |
| asana           | houding (letterlijk: 'zit') |

## Beschrijving
Breng de handen naar de grond en kom in de kruiphouding. De ruggengraat staat in een rechte lijn. De handpalmen staan recht onder de schouders en de bovenbenen staan in een rechte hoek met de ondergrond. De handen liggen plat op de grond en zijn naar voren gericht. Het gezicht is naar beneden gericht en het achterhoofd maakt met de rug een horizontale lijn. Duw de stuit recht naar achteren en blijf enkele in- en uitademhalingen in deze houding.
De Tafel is een houding die vaak gecombineerd wordt met andere houdingen, zoals:
- Wisselend tussen de Omlaagkijkende Hond en de Omhoogkijkende Hond
- Wisselend tussen de Kat en de Hond
- Voorafgaand of terugkomend in de Kindhouding

De uitwerking die aan de Tafelhouding wordt toegeschreven, is dat ze bijdraagt aan een recht rug.